# Frankfurter Tor
Frankfurter Tor (letteralmente: «porta di Francoforte») è una piazza di Berlino, situata nel quartiere di Friedrichshain. A dispetto del nome, non sorge in luogo dell'originaria Porta di Francoforte dell'antica cinta daziaria della città, bensì circa 800 metri a ovest di questa. Al di sotto della piazza si trova l'omonima stazione della metropolitana di Berlino.

## Posizione
La piazza si trova all'incrocio dell'asse Frankfurter Allee-Karl-Marx-Allee con Petersburger e Warschauer Straße. Queste ultime sono parte del cosiddetto Wilhelminischer Ring (Anello guglielmino), che delimitava verso la metà del XIX secolo il centro storico della città. Si incrociano inoltre in Frankfurter Tor il tronco comune alle strade B 1 e B 5 con la B 96a. L'edificazione della piazza non segue fino all'incrocio gli assi stradali, ma si dispone in forma rettangolare.

## Storia
Il nome della piazza deriva, dall'originaria porta nella cinta daziaria, esistente a partire dal 1716 e realizzata in origine in legno in quanto l'intera cinta era costituita da palizzate. Nel 1802 vennero completati i lavori per la realizzazione in pietra della nuova porta, che venne definitivamente demolita nel 1867, insieme al sistema di chiusura della città. La denominazione non venne però mantenuta, come già indicato, nel luogo originario, bensì a ovest di questo. L'antica Frankfurter Tor sorgeva in corrispondenza dell'attuale stazione di Weberwiese sulla linea U5 della metropolitana.
La piazza odierna ricevette la denominazione l'8 novembre del 1957: in tale maniera Francoforte sull'Oder ritrovò posto nella toponomastica berlinese dopo sette anni di assenza, dato che le precedenti Großer Frankfurter Straße e Frankfurter Allee erano state unificate e ridenominate nel 1950 Stalinallee.
Il nome (Porta di Francoforte) si rispecchia nell'architettura della porzione occidentale della piazza, in cui gli edifici si innalzano ulteriormente a creare l'effetto di una porta urbana. Si tratta, nello specifico, di due palazzi sormontati da cupole disegnate in omaggio a quelle volute in Gendarmenmarkt nel XVIII secolo dall'architetto Carl von Gontard. Essi aprono otticamente il complesso architettonico che si sviluppa lungo la Karl-Marx-Allee, nata nel 1961 dalla ridenominazione e scomposizione di Stalinallee. L'intero complesso della piazza è oggi protetto da vincolo monumentale.
Il progetto per la piazza venne curato dall'architetto Hermann Henselmann, vincitore nel 1953 del relativo concorso di idee.